# Rosemarie Unpingo
Rosemarie Unpingo – amerykańska zapaśniczka. Brązowa medalistka mistrzostw panamerykańskich w 1997 roku.